# Leichtathletik-Europameisterschaften 1978/4 × 400 m der Frauen

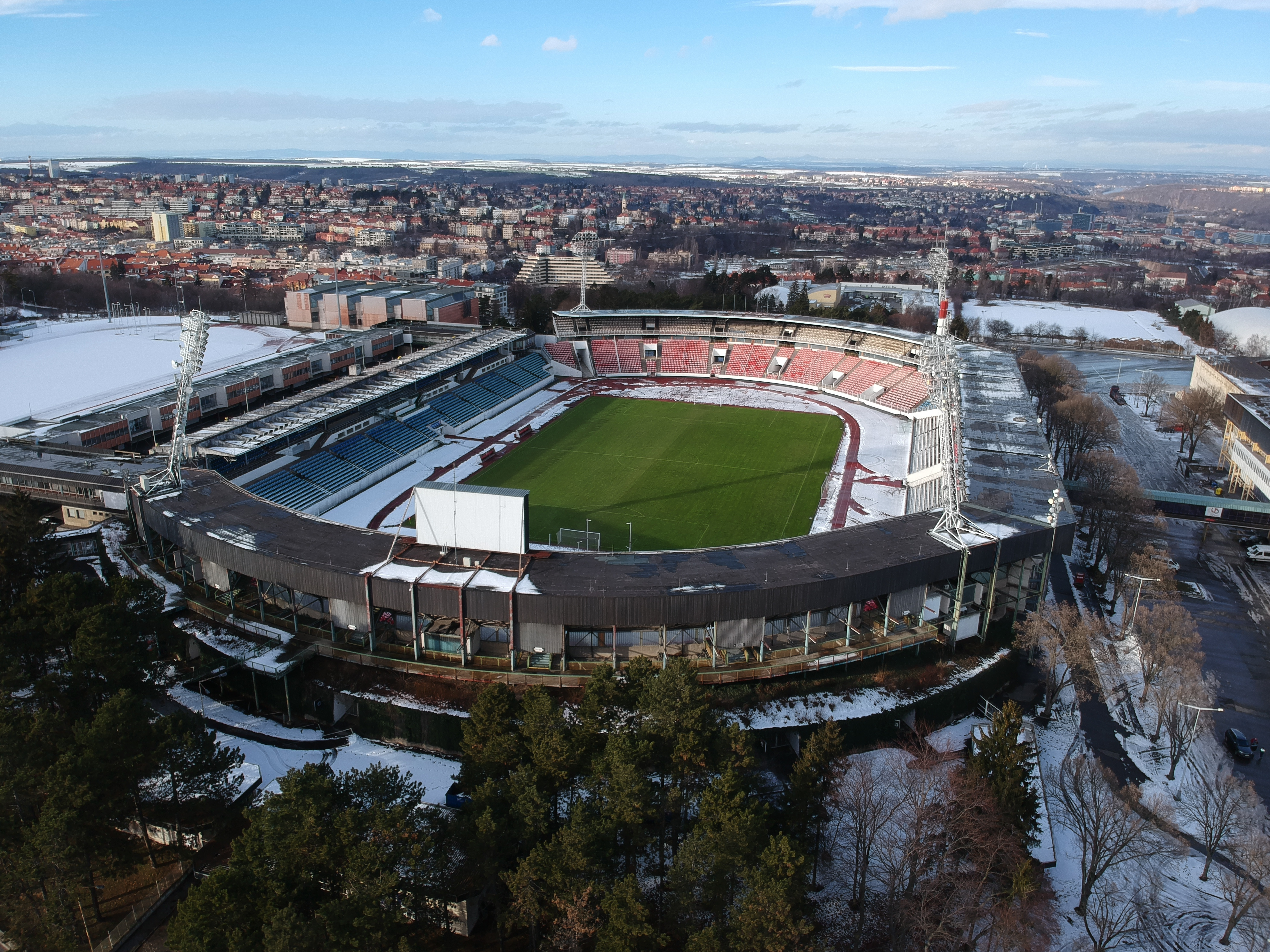
Das Stadion Evžena Rošického von Prag im Jahr 2009

Die 4-mal-400-Meter-Staffel der Frauen bei den Leichtathletik-Europameisterschaften 1978 wurde am 2. und 3. September 1978 im Stadion Evžena Rošického von Prag ausgetragen.
Europameister wurde die DDR in der Besetzung Christiane Marquardt, Barbara Krug, Christina Brehmer und Marita Koch.
Den zweiten Platz belegte die UdSSR mit Tetjana Prorotschenko, Nadeschda Muschta, Tatjana Prowidochina und Marija Kultschunowa.
Bronze ging an Polen (Małgorzata Gajewska, Krystyna Kacperczyk, Genowefa Błaszak, Irena Szewińska).

## Rekorde

### Bestehende Rekorde
| Weltrekord           | 3:19,23 min | DDR (Doris Maletzki, Brigitte Rohde, Ellen Streidt, Christina Brehmer)   | OS Montreal, Kanada | 31. Juli 1976     |
| Europarekord         | 3:19,23 min | DDR (Doris Maletzki, Brigitte Rohde, Ellen Streidt, Christina Brehmer)   | OS Montreal, Kanada | 31. Juli 1976     |
| Meisterschaftsrekord | 3:25,21 min | DDR (Brigitte Rohde, Waltraud Dietsch, Angelika Handt und Ellen Streidt) | EM Rom, Italien     | 8. September 1974 |

### Rekordverbesserung
Die siegreiche Staffel der DDR (Christiane Marquardt, Barbara Krug, Christina Brehmer, Marita Koch) verbesserte den bestehenden EM-Rekord im Finale am 3. September um 4,01 Sekunden auf 3:21,20 Minuten. Zum Welt- und Europarekord fehlten dem Quartett 5,98 Sekunden.

## Vorrunde
1. September 1978, 20:00 Uhr
Die Vorrunde wurde in zwei Läufen durchgeführt. Die ersten vier Staffeln pro Lauf – hellblau unterlegt – qualifizierten sich für das Finale.

## Legende
Kurze Übersicht zur Bedeutung der Symbolik – so üblicherweise auch in sonstigen Veröffentlichungen verwendet:
| CR | Championshiprekord |

### Vorlauf 1
| Platz | Staffel          | Besetzung                                                                        | Zeit (min) |
| ----- | ---------------- | -------------------------------------------------------------------------------- | ---------- |
| 1     | Sowjetunion      | Tetjana Prorotschenko Nadeschda Muschta Tatjana Prowidochina Marija Kultschunowa | 3:24,2     |
| 2     | Großbritannien   | Karen Williams Joslyn Hoyte Verona Elder Donna Hartley                           | 3:29,0     |
| 3     | Ungarn           | Eva Mohacsi Rozalia Halmosi Irén Orosz-Árva Ilona Pal                            | 3:30,7     |
| 4     | Tschechoslowakei | Eva Rakova Jindriska Kubeckova Jozefína Čerchlanová Jarmila Kratochvílová        | 3:31,2     |
| 5     | Frankreich       | Catherine Delachanal Martine Jacquemin Daniele Lairloup Patricia Darbonville     | 3:33,8     |
| 6     | Niederlande      | Tilly Verhoef Truus van Amstel Coby Kormeling Wilma Hillen                       | 3:34,7     |

### Vorlauf 2
| Platz | Staffel        | Besetzung                                                                | Zeit (min) |
| ----- | -------------- | ------------------------------------------------------------------------ | ---------- |
| 1     | DDR            | Christiane Marquardt Barbara Krug Christina Brehmer Marita Koch          | 3:27,7     |
| 2     | BR Deutschland | Elke Decker Elke Barth Gaby Bußmann Silvia Hollmann                      | 3:30,9     |
| 3     | Polen          | Małgorzata Gajewska Krystyna Kacperczyk Genowefa Błaszak Irena Szewińska | 3:31,2     |
| 4     | Rumänien       | Maria Samungi Doina Badescu Marianna Suman Eleonora Tarita               | 3:31,8     |
| 5     | Finnland       | Yvonne Hannus Barbro Lindström Mona-Lisa Pursiainen Pirjo Häggman        | 3:32,2     |
| 6     | Belgien        | Anne Michel Rosine Wallez Anne-Marie Van Nuffel Lea Alaerts              | 3:33,4     |

## Finale
3. September 1978, 18:25 Uhr
| Platz | Staffel          | Besetzung                                                                        | Zeit (min) |
| ----- | ---------------- | -------------------------------------------------------------------------------- | ---------- |
| 1     | DDR              | Christiane Marquardt Barbara Krug Christina Brehmer Marita Koch                  | 3:21,20 CR |
| 2     | Sowjetunion      | Tetjana Prorotschenko Nadeschda Muschta Tatjana Prowidochina Marija Kultschunowa | 3:22,53    |
| 3     | Polen            | Małgorzata Gajewska Krystyna Kacperczyk Genowefa Błaszak Irena Szewińska         | 3:26,76    |
| 4     | Großbritannien   | Karen Williams Joslyn Hoyte Verona Elder Donna Hartley                           | 3:27,17    |
| 5     | BR Deutschland   | Elke Decker Elke Barth Gaby Bußmann Silvia Hollmann                              | 3:27,96    |
| 6     | Tschechoslowakei | Jarmila Kratochvílová Jindriska Kubeckova Eva Rakova Jozefína Čerchlanová        | 3:30,4     |
| 7     | Rumänien         | Maria Samungi Doina Badescu Marianna Suman Eleonora Tarita                       | 3:30,7     |
| 8     | Ungarn           | Eva Mohacsi Rozalia Halmosi Irén Orosz-Árva Ilona Pal                            | 3:32,2     |